# Чернявский, Владимир Ильич
Влади́мир Ильи́ч Черня́вский (укр. Володимир Ілліч Чернявський; 1893, Одесса, Одесский уезд, Херсонская губерния, Российская империя — 13 ноября 1939, Киев, Украинская ССР, СССР) — советский украинский партийный и государственный деятель. Входил в состав особой тройки НКВД СССР.

## Биография
Родился в семье одесского рабочего. В 1911 вступил в РСДРП. Большевик. Вёл подпольную работу в Киеве и Кременчуге. Арестовывался царскими властями. Был осуждён к административной высылке в Тобольскую губернию, где отбывал наказание.
Участник революции и гражданской войны на Украине.
В 1917 — член большевистской фракции исполнительного комитета Киевского Совета рабочих депутатов и Центрального Совета профсоюзов Украины.
Во время вооруженного восстания в Киеве в январе 1918 — секретарь Киевского революционного комитета и член забастовочного комитета.
Во время австро-германской оккупации Украины 1918 — оставлен в Киевской губернии на подпольной работе.
В 1919 — уполномоченный ЦК КП(б) Украины по зафронтовой работе, секретарь Киевского губернского комитета КП(б) Украины.
В 1920—1923 — в Красной Армии и на партийной работе в Киеве и Виннице, ответственный секретарь Полтавского губернского комитета КП(б) Украины, затем в Екатеринославе.
В 1924—1925 — прокурор Одесской губернии. С октября 1925 по 1927 — заведующий Организационно-распределительным отделом Киевского окружного комитета КП(б) Украины. С декабря 1925 по ноябрь 1927 избирался кандидатом в члены Центральной Контрольной Комиссии КП(б) Украины.
С 1927 по ноябрь 1929 — ответственный секретарь Одесского окружного комитета КП(б) Украины, тогда же — кандидат в члены Организационного бюро ЦК КП(б) Украины.
С конца 1927 по сентябрь 1937 был членом ЦК КП(б) Украины.
С ноября 1929 по июнь 1936 — кандидат в члены Секретариата ЦК КП(б) Украины. С ноября 1929 по июнь 1930 — член Организационного бюро ЦК КП(б) Украины и заведующий Организационно-распределительным отделом ЦК КП(б) Украины.
С июня 1930 по сентябрь 1937 — кандидат в члены Политического бюро ЦК КП(б) Украины.
В сентябре-декабре 1930 — ответственный секретарь Киевского окружного комитета КП(б) Украины. Затем до конца января 1932 — секретарь ЦК КП(б) Украины, член Организационного бюро ЦК КП(б) Украины.
В феврале-октябре 1932 работал первым секретарём Днепропетровского, с октября 1932 по август 1937 года — первый секретарь Винницкого обкомов КП(б) Украины. Этот период отмечен вхождением в состав особой тройки, созданной по приказу НКВД СССР от 30.07.1937 № 00447 и активным участием в сталинских репрессиях.
Был членом ЦИК СССР и ВУЦИК.

## Завершающий этап
Арестован во время «большого террора» в 1937. Умер в заключении.

## Награды
- Орден Ленина — за выдающиеся успехи в области сельского хозяйства и за перевыполнение государственных планов по сельскому хозяйству (1935).